# Love Hurts (chanson)
Singles de Nazareth
This Flight Tonight
(1973) Shanghai'd in Shanghai
(1974)
Love Hurts est une chanson écrite par Boudleaux Bryant (l'auteur de la chanson Bye Bye Love) et originellement enregistrée par les Everly Brothers. Elle figure sur leur album A Date with The Everly Brothers, sorti en 1960.

## Reprises
La chanson a été reprise par Roy Orbison en 1961, par Gram Parsons en 1974, par Paul Young en 1992, par Heart sur l'album The Road Home en 1995, par Sinéad O'Connor et Robin Gibb en 2003, par Rod Stewart en 2006, etc.
Elle a aussi été reprise par le groupe de rock écossais Nazareth.
Nazareth a publié sa version en single à la fin de 1974. Initialement, elle n'a pas connu de succès, y compris au Royaume-Uni, où le groupe avait déjà obtenu trois tubes. Mais quand en avril 1975 la chanson de Nazareth est devenue un hit en Afrique du Sud, le label A&M Records a décidé de la sortir aux États-Unis. Elle ne devient pas immédiatement populaire, mais les stations de radio américaines (d'abord au Texas) commencent à la jouer et sa popularité augmente progressivement. Finalement, en mars 1976 la chanson atteint sa meilleure position dans le classement des 100 chansons les plus populaires aux États-Unis publié par Billboard, la 8e.